# Station Baildon
Baildon is een station van National Rail in Baildon, Bradford in Engeland. Het station is eigendom van Network Rail en wordt beheerd door Northern Rail. 